# Suillia convergens
Suillia convergens är en tvåvingeart som först beskrevs av Walker 1849.  Suillia convergens ingår i släktet Suillia och familjen myllflugor. Inga underarter finns listade i Catalogue of Life.